# Ferdinand Maximilian von Baden-Baden

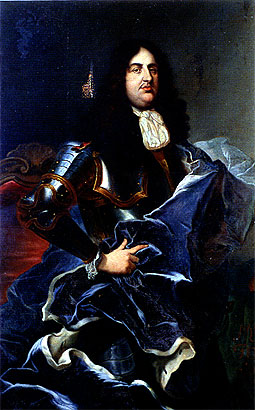
Ferdinand Maximilian, Erbprinz von Baden in Harnisch und Hermelinmantel.

Erbprinz Ferdinand Maximilian von Baden (* 23. September 1625 in Baden-Baden; † 4. November 1669 in Heidelberg) war der Vater des später als „Türkenlouis“ bekanntgewordenen Markgrafen Ludwig Wilhelm von Baden.

## Leben
Er war der älteste Sohn von Markgraf Wilhelm von Baden und der Katharina Ursula von Hohenzollern-Hechingen.
Ferdinand Maximilian heiratete am 15. März 1653 in der Hauskapelle des Hôtel de Soissons zu Paris Luise Christine von Savoyen-Carignan, die Tochter von Thomas Franz von Savoyen-Carignan und Marie de Bourbon-Condé, deren Bruder Eugen Moritz von Savoyen-Carignan der Vater des berühmten Eugen von Savoyen war.
Durch eine leichtfertige, beleidigende Bemerkung von Prinz Ferdinand Maximilian über seine Gemahlin, die stark unter dem Einfluss ihrer Mutter stand, kam es zum Bruch zwischen dem Paar. So kam es, dass Ferdinand Maximilian ohne seine Gemahlin aus Paris zurück in die Markgrafschaft Baden-Baden reisen musste. Luise Christine von Savoyen-Carignan ließ sich nicht dazu bewegen, vom glanzvollen französischen Hof nach Baden überzuwechseln. Ferdinand Maximilian gelang es daher nur, seinen in Paris geborenen Sohn mit nach Baden-Baden zu bringen. Die Folge war, dass der junge Ludwig Wilhelm ohne seine Mutter aufwuchs. An ihre Stelle trat die zweite Frau seines Großvaters, Maria Magdalena von Oettingen-Baldern.
Ferdinand Maximilian konnte selbst nie die Regentschaft der Markgrafschaft Baden-Baden antreten, er vertrat seinen Vater in der Markgrafschaft jedoch in den späteren Jahren während dessen Abwesenheit beim Reichskammergericht. Auf der gemeinsamen Fahrt zur Jagd, zu der Kurfürst Karl Ludwig von der Pfalz den Erbprinzen, dessen Bruder Leopold Wilhelm und den Vater Wilhelm geladen hatte, ging in der Enge des Wagens eine Flinte hoch und zerschmetterte Ferdinand Maximilians Hand – nach wenigen Tagen erlag er dem Wundbrand und verstarb vierundvierzigjährig. Er wurde in der Stiftskirche von Baden-Baden beigesetzt.